# Барбадосско-нигерийские отношения
Барбадосско-нигерийские отношения — двусторонние дипломатические отношения между Барбадосом и Нигерией. Страны являются членами Организации Объединённых Наций (ООН).

## История
Барбадос и Нигерия официально установили дипломатические отношения 24 апреля 1970 года. Нигерия аккредитована на Барбадосе от своего посольства в Порт-оф-Спейне (Тринидад и Тобаго). В настоящее время правительство Барбадоса не имеет иностранной аккредитации в Нигерии, однако правительство Нигерии заявило, что оно очень желает, чтобы Барбадос открыл посольство непосредственно на территории Нигерии.
В 1966 году Нигерия была одним из пятнадцати государств, проголосовавших за принятие резолюции Совета Безопасности ООН 230, принявшей Барбадос в состав Организации Объединённых Наций.
В 2006 году губернатор нигерийского штата Огун Отунба Гбенга Даниэль объявил, что барбадосцам будет предоставлена бесплатно земля, если они захотят переехать на территорию Нигерии. Нигерия добивалась увеличения инвестиций от барбадосских компаний и инвесторов, а в 2008 году — поспособствовала установлению прямых рейсов между обеими странами.
В 2006 году барбадосская солнечная компания Aqua Sol Components Ltd. создала совместное предприятие с нигерийским штатом Аква-Ибом. Партнерство использует опыт Барбадоса в области использования солнечной энергии, учитывая, что на острове широко используются солнечные водонагреватели. Благодаря этому предприятию штата надеется поднять уровень использования солнечной энергии в Нигерии. Сделке содействовала Комиссия по панафриканским делам при канцелярии премьер-министра Барбадоса.
В 2019 году правительство Барбадоса и федеральное правительство Нигерии подписывают соглашения об отказе от виз, чтобы облегчить поездки между своими странами. Последующая встреча глав правительств стран Карибского бассейна и Африканского союза была запланирована на июль 2020 года, однако этот саммит может быть отменён ввиду пандемии COVID-19.